# 乔治·帕帕尼古拉乌
乔治·帕帕尼古拉乌（希臘語：Γεώργιος Ν. Παπανικολάου，1883年—1962年），希腊医生，为细胞病理学及早期癌症检测方面的先驱。他在医学上最主要的贡献是巴氏涂片检查的发明。

## 生平
乔治·帕帕尼古拉乌早年就读于雅典大学，于1904年获得医学学士学位。1910年获得慕尼黑大学博士学位。1913年，移民美国，进入纽约医院病理学部、康奈尔大学医学院解剖学系工作。1961年，前往迈阿密以创建迈阿密大学帕帕尼古拉乌癌症研究所，但不幸的是，在研究所未正式成立前他就去世了。